# Herbert Wimmer
Pour les articles homonymes, voir Wimmer.
Herbert Wimmer est un footballeur allemand né le 9 novembre 1944 à Eupen en Belgique. Il jouait au poste de milieu droit.

## Biographie

### En club
Herbert Wimmer commence le football dans les équipes jeunes du Borussia Brand un club d'Aix-la-Chapelle. En 1965, quand son club est promu dans une division supérieure le joueur est repéré par Hennes Weisweiler, l'entraineur du Borussia Mönchengladbach. Après un essai au Borussia, il signe un contrat avant la saison 1966-1967.
Wimmer est de suite intégré en équipe première, il dispute son premier match de Bundesliga lors de la première journée de la saison 1966-1967, et fait bonne impression sur l'aile droite lors du match nul 0 à 0 contre Schalke 04.
En fin de saison le Borussia Mönchengladbach termine à la 8e place, Wimmer participe aux 34 rencontres de la saison et marque quatre buts. Herbert Wimmer gagnera lors de cette saison le prénom de Hacki de la part des supporters (le mot provient du nom allemand Hacken, crochet en français, qui est un geste de footballeur très bien maîtrisé par Wimmer). Dans la même saison il est aussi repéré par Helmut Schön, l'entraineur de l'équipe d'Allemagne.
Les deux saisons suivantes le Borussia termine deux fois à la 3e place, Wimmer qui débuta sur l'aile droite est devenu un excellent milieu de terrain défensif, son coéquipier Günter Netzer la "star" de Mönchengladbach à l'époque, rechigna à revenir en arrière, c'est Wimmer qui compensa dans la tâche défensive. Hennes Weisweiler disait de lui : il n'a pas le génie de Günter Netzer, mais Hacki peut également diriger le jeu.
En 1969-1970 il remporte son premier championnat d'Allemagne, en trente matchs il marque 6 buts. En compagnie de Netzer il remporte également le championnat en 1971, puis après le départ de Netzer au Real Madrid, Wimmer gagnera encore trois championnats, celui qui était considéré comme le porteur d'eau de Netzer, savait très bien s'affirmer au milieu du terrain du Borussia, il permettra à son club de se poser comme le rival principal du Bayern Munich dans les années 70.
Pendant toute sa carrière professionnelle au Borussia Mönchengladbach, il remporte cinq titres de champion d'Allemagne et une Coupe UEFA. 
A la fin de la saison 1977-1978, le Borussia est à égalité de points avec le FC Cologne, mais compte dix buts de retard avant la dernière journée, Wimmer et son équipe réussiront à marquer 12 buts contre le Borussia Dortmund, mais de son côté Cologne en marquera cinq contre FC St. Pauli, Wimmer sera vice-champion à égalité de points avec Cologne, il termine sa carrière de joueur professionnel après ce match de folie et déclarera « heureux que notre club n’ait pas été sacré cette saison. Parce qu’il y aurait eu des soupçons innombrables de match arrangé », il aura été fidèle toute sa carrière à son club avec 366 matchs de Bundesliga et 51 buts marqués.
Herbert Wimmer, joue encore quelques années en amateur dans le club de ses débuts, le Borussia Brand, puis arrêta définitivement après des problèmes à la hanche.

### En équipe nationale
Dès sa première saison professionnelle, Herbert Wimmer est repéré par l'entraineur national Helmut Schön, il débute en novembre 1966 chez les moins de 23 ans. Le 23 novembre 1968 il honore sa première sélection avec l'équipe d'Allemagne à Nicosie contre Chypre pour un match de qualification à la Coupe du monde. Au mois de décembre il fait partie de la tournée en Amérique et jouera dans toutes les rencontres contre le Brésil, le Chili et le Mexique. Il fait partie de la première liste pour la Coupe du monde de football 1970, mais ne sera pas retenu pour partir au Mexique.
Après que Mönchengladbach remporte son deuxième titre d'affilée en 1971, les projecteurs se tournent de nouveau vers l'infatigable Wimmer, il rejoint son coéquipier Günter Netzer et dès lors ils formeront le milieu du terrain de la Mannschaft qui remportera le Championnat d'Europe 1972 et la Coupe du monde 1974. Il a disputé 36 matches sous le maillot de la Mannschaft et marqué 4 buts.

## Distinctions
- Herbert Wimmer fait partie de la statue de bronze, dans le centre ville de Mönchengladbach en compagnie de Günter Netzer et Berti Vogts, commémorant les trois plus grandes légendes du club[12].
- 1974 : Silbernes Lorbeerblatt plus haute distinction sportive en Allemagne.

## Palmarès
- Vainqueur de la Coupe du monde 1974 avec l'Allemagne
- Vainqueur du Championnat d'Europe des nations 1972 avec l'Allemagne
- Vainqueur de la Coupe UEFA en 1975 avec Mönchengladbach
- Champion d'Allemagne en 1970, 1971, 1975, 1976 et 1977 avec Mönchengladbach
- Vainqueur de la Coupe d'Allemagne en 1973 avec Mönchengladbach